# Улянівка (Кам'янський район)
Уля́нівка — село в Україні, у Криничанській селищній громаді Кам'янського району Дніпропетровської області.
Населення — 140 мешканеців.

## Населення

### Мова
Розподіл населення за рідною мовою за даними перепису 2001 року:
| Мова       | Відсоток |
| ---------- | -------- |
| українська | 97,86 %  |
| російська  | 1,43 %   |
| румунська  | 0,71 %   |

## Географія
Село Улянівка примикає до села Кам'янчани, на відстані 1,5 км знаходяться села Дружба і Малярщина.

## Постаті
- Андрійчук Олег Анатолійович (1988—2023) — молодший сержант Державної спеціальної служби транспорту, учасник російсько-української війни. Герой України (2024, посмертно).